# Kotowo (gmina Dolsk)
Kotowo – wieś w Polsce położona w województwie wielkopolskim, w powiecie śremskim, w gminie Dolsk. Położona 2 km na północ od Dolska, w pobliżu drogi wojewódzkiej nr 434.

## Historia
Miejscowość pierwotnie była związana z Wielkopolską. Istnieje co najmniej od drugiej połowy XIV wieku i ma średniowieczną metrykę. Po raz pierwszy odnotowana została w łacińskim dokumencie z 1365, według zachowanej kopii z XV wieku, jako "Kothovo" oraz błędnie w 1499, według kopii z XVIII wieku, jako "Lozowo”.
W XIV wieku wieś przynależała do klucza dolskiego w powiecie kościańskim województwa poznańskiego w Koronie Królestwa Polskiego. Miejscowość była początkowo własnością szlachecką, ale później w wyniku zastawu stała się własnością biskupów gnieźnieńskich, którzy byli właścicielami miasta Dolsk oraz całego klucza dolskiego. W XIV wieku wieś należała do parafii Dolsk.
Pierwotnie miejcowość należała do szlachty jednak w 1365 Jan, Paweł oraz Piotr dziedzice z Kotowa, zastawili wieś za 50 grzywien biskupowi poznańskiemu. W 1424 biskup poznański jako właściciel dziedzin Dolsko, Brzednia, Banie i Kotowo oraz Czema z Lubiatowa jako właściciel dziedziny Lubiatowo Małe toczyli proces sądowy, prawdopodobnie o granice majętności. 
W 1493 Piotr i Wiktoryn, stryj oraz bratanek, dziedzice w Lubiatowie, jako powodowie, toczyli proces z biskupem poznańskim oraz kapitułą katedralną poznańską o odnowienie granic pomiędzy Kotowem i miastem Dolsko, dobrami bpimi oraz Lubiatowem Małym należącym do Piotra i Wiktoryna. Przy okazji procesu podano także przebieg granic pomiędzy miejscowościami. Za kopiec narożny pomiędzy Kotowem, Lubiatowem i Lubiatowem Małym uważano od dawien dawna bród, od którego granica biegła wzdłuż znacznych kopców leżących pomiędzy Dolskiem i Lubiatowem Małym, aż do bagna oraz łąk, jakie leżały nad jeziorem Banie jak zwano wówczas Jezioro Dolskie Wielkie. Dalej granica biegła do strugi;, która stanowiła granicę aż do jeziora Banie. Pełnomocnik biskupa wniósł o wizję, do czego sąd się przychylił. W 1499 sąd ziemski ponownie postanawił przeprowadzić wizję granic pomiędzy tymi dziedzinami.
W latach 1975–1998 miejscowość należała administracyjnie do województwa poznańskiego.